# کوناوارا، استرالیای جنوبی
کوناوارا (به انگلیسی: Coonawarra) یک شهرک در استرالیا است که در Wattle Range Council واقع شده‌است.